# Good-bye (ザ・コレクターズの曲)
「Good-bye」（グッド・バイ）は、日本のロックバンド、ザ・コレクターズ(THE COLLECTORS)の5枚目のシングルである。

## 概要
アルバム『Free』からのシングル。バンド史上初めて海外でレコーディングが行われた作品。イギリスのロンドンにあるメゾン・ルージュ・スタジオにてレコーディングされた。表題曲のイントロではチェンバロが使われている。
制作段階では、「Good-night」というタイトルで作られていたが、当時のディレクターから、「卒業の時期だからGood-byeが良い」と提案され改名。しかしリリースは4月1日になってしまった。

## 収録曲
- 全曲作詞・作曲：加藤ひさし
- 編曲：THE COLLECTORS、吉田仁

1. Good-bye
2. マイアミビーチ
3. Good-bye (karaoke)

## タイアップ
- Good-bye
  - 日本テレビ系『ザ・サンデー』エンディングテーマ

## 収録アルバム
オリジナル・アルバム
- Free (#1、#2)

ベスト・アルバム
- GOLD TOP -THE BEST OF THE COLLECTORS- (#1)
- THE GREATEST TRACKS (#2)
- the ballad for midnight sun (#2)

コンピレーション・アルバム
- THE REVIVAL OF TRIAD ［2015］ シングルB面 MIINI BEST -THE COLLECTORS (#2)